# دیر شروزبری
دِیر شروزبری (انگلیسی: Shrewsbury Abbey) یک دیر در شروزبری، انگلستان است.
این دیر که در سال ۱۰۸۳ میلادی به عنوان یک صومعه در نظام سنت بندیکت بنیان‌گذاری شده هم‌اکنون ظرفیت ۵۰۰ نفر برای مراسم‌های مذهبی را دارد.

## نگارخانه

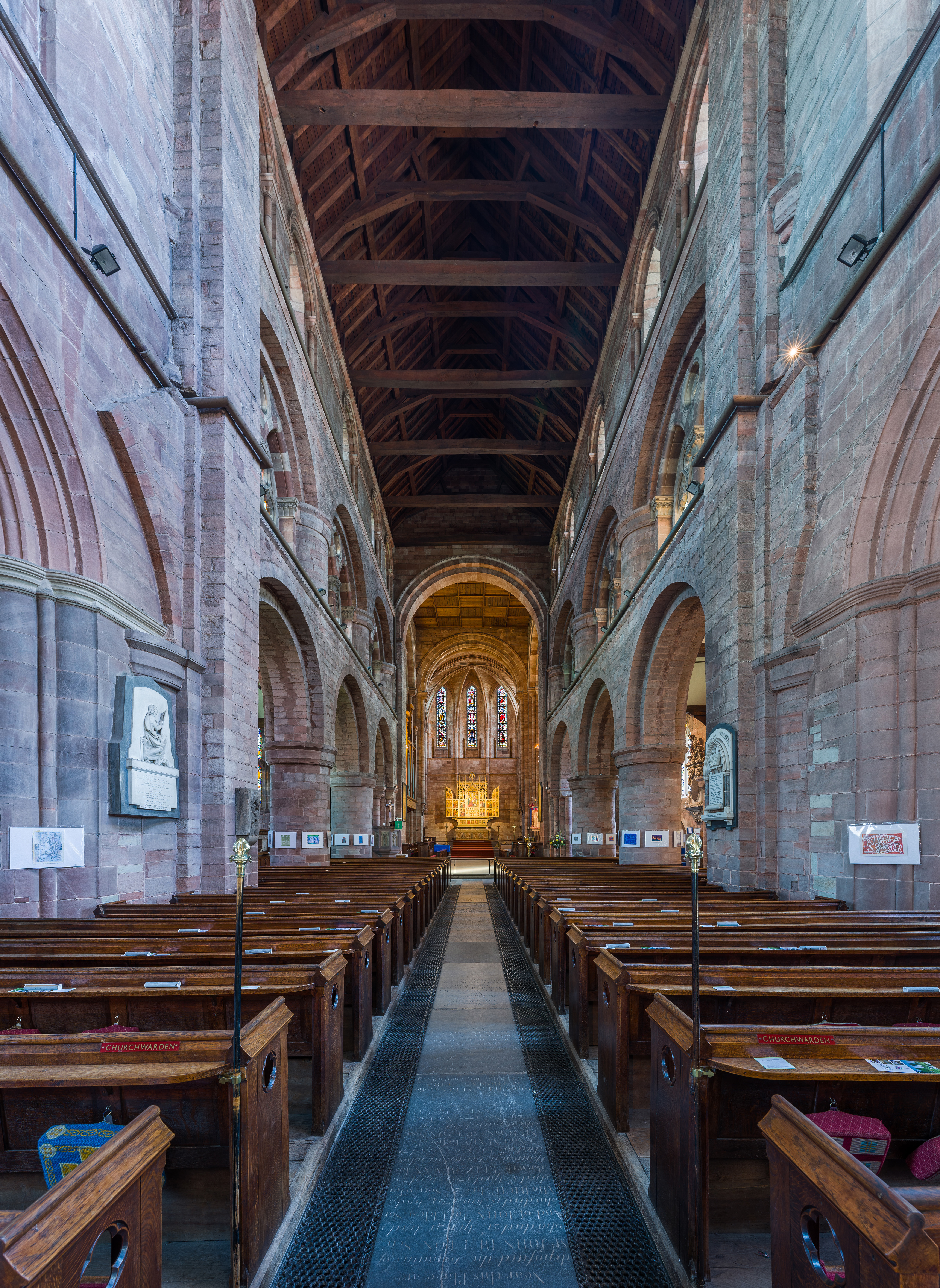
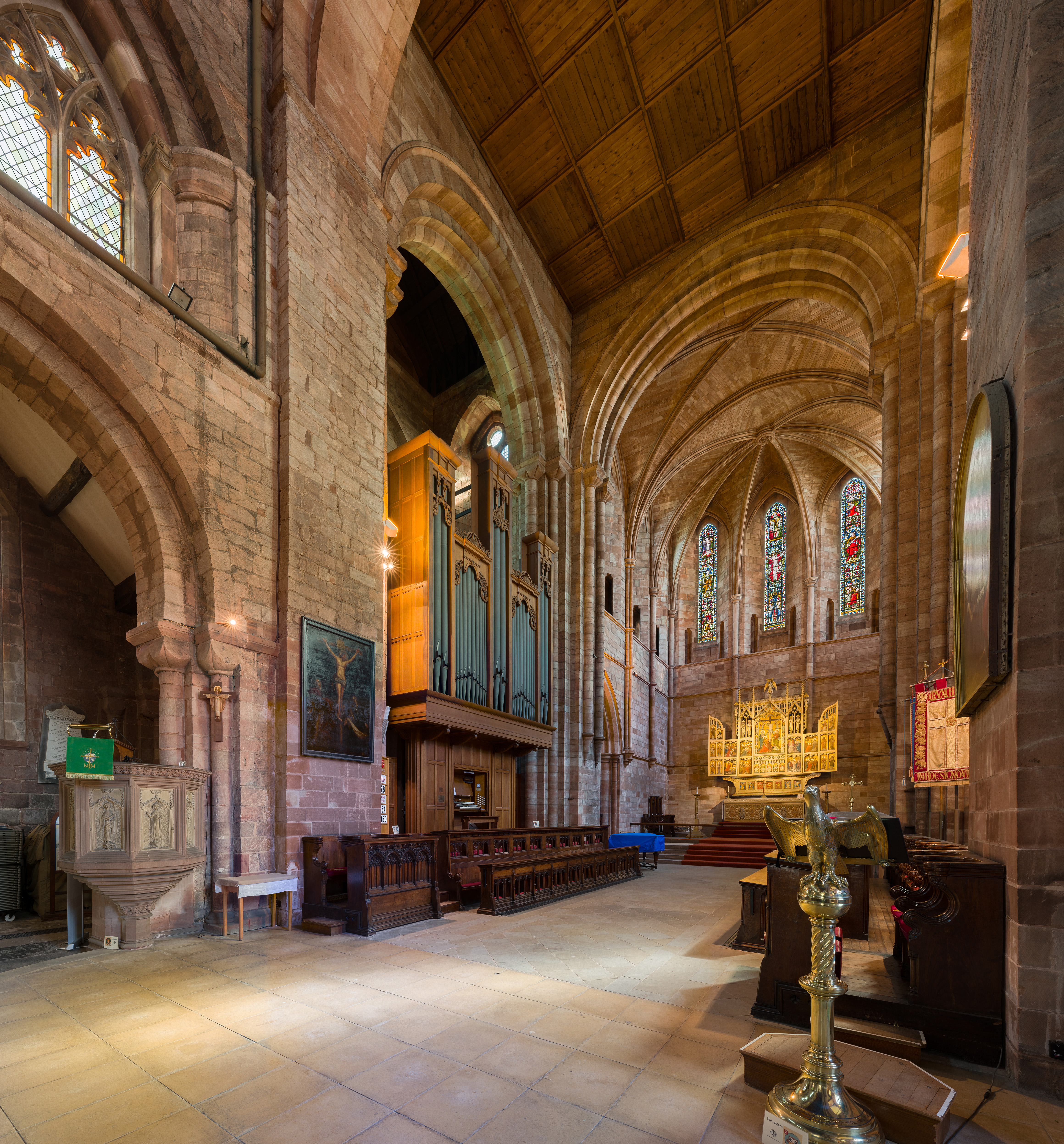
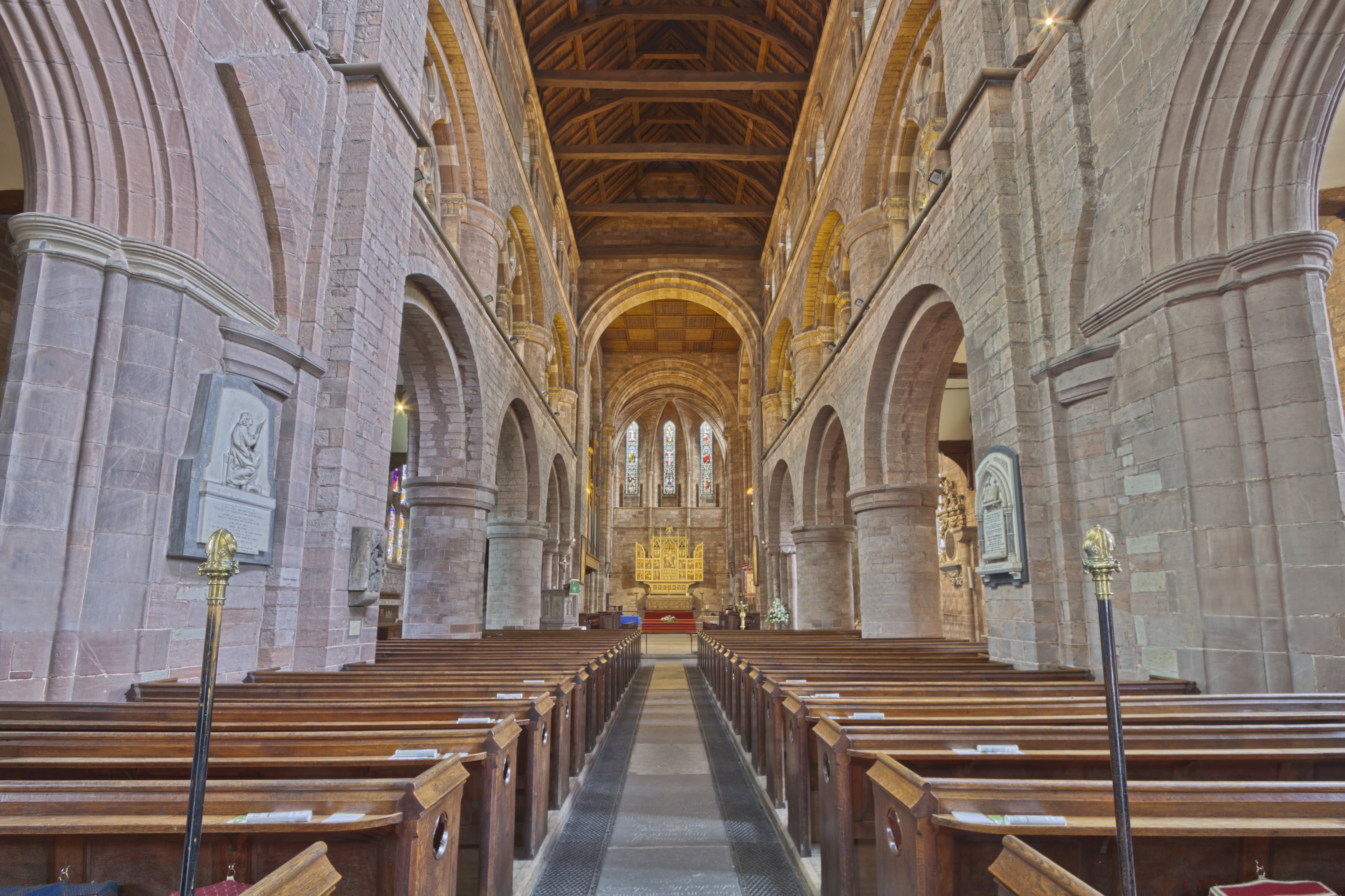
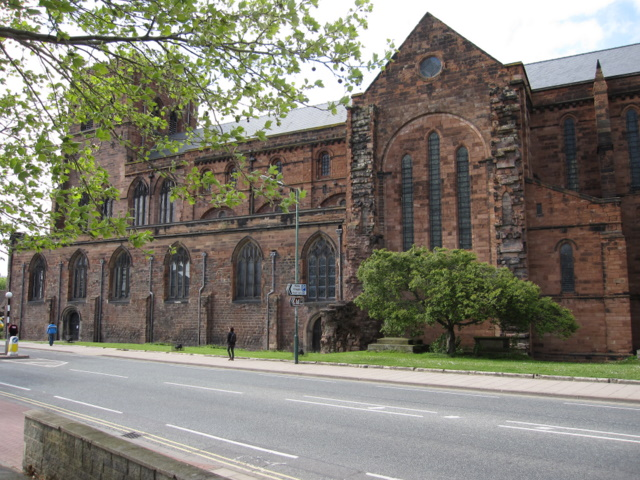
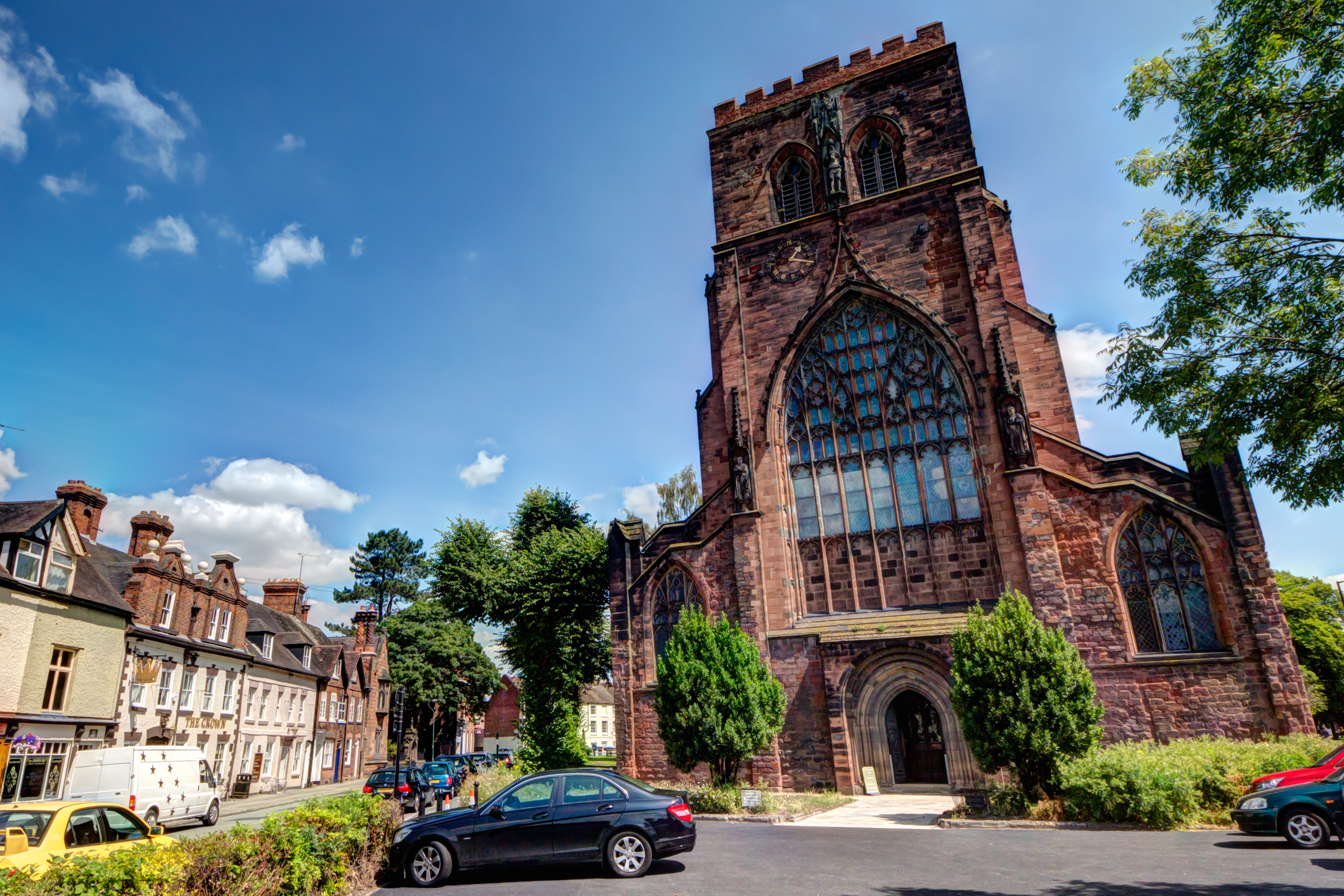